# Planificador de rutas

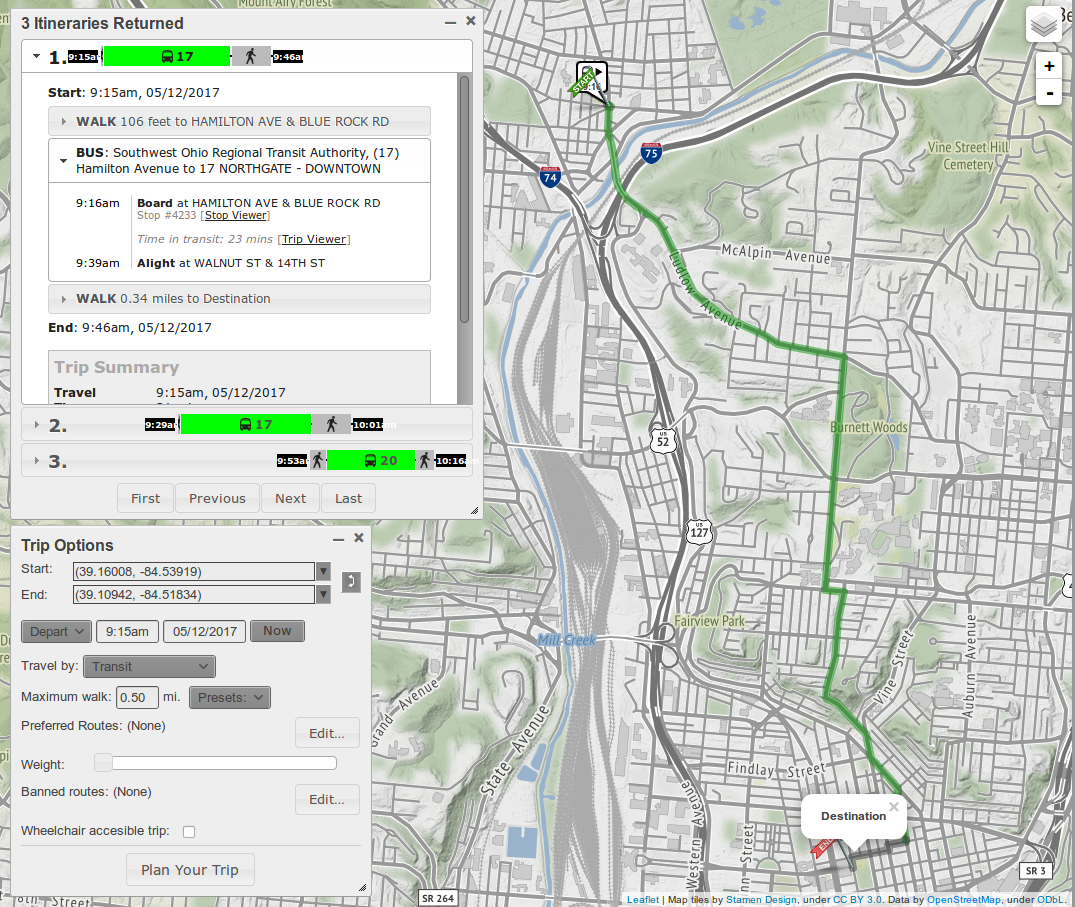
Captura de pantalla de la aplicación de planificación de viajes OpenTripPlanner de SORTA con ruta resaltada por nivel de tráfico.

Un planificador de rutas o planificador de viajes es un motor de búsqueda especializado que encuentra el recorrido óptimo para viajar entre dos o más ubicaciones determinadas, a veces utilizando más de un modo de transporte.
Las búsquedas se optimizan según diferentes criterios, por ejemplo, el más rápido, el más corto, el menor número de cambios, el más barato, el de menor tráfico o tránsito. Pueden verse obligados, por ejemplo, a salir o llegar a una hora determinada, evitar determinados puntos de ruta, etc. Un único viaje puede utilizar una secuencia de varios modos de transporte., lo que significa que el sistema puede conocer los servicios de transporte público, así como las redes de transporte para el transporte privado.
La planificación del viaje a veces se distingue de la planificación de la ruta, donde la planificación de la ruta se considera típicamente como el uso de medios de transporte privados como andar en bicicleta, conducir o caminar, normalmente usando un solo modo a la vez. Por el contrario, la planificación de viajes o viajes haría uso de al menos un modo de transporte público que opera de acuerdo con los horarios publicados. Dado que los servicios de transporte público tienen horarios específicos (a diferencia del transporte privado que puede salir en cualquier momento), un algoritmo debe, por tanto, no solo encontrar un camino hacia un destino, sino optimizarlo para minimizar el tiempo de recorrido de cada uno.

## Uso de datos
Un planificador de ruta utiliza uno o más tipos de datos para proporcionar cada funcionalidad. La calidad de los datos es fundamental para realizar cálculos y mostrar al usuario información confiable. Existen diferentes tipos de datos como coordenadas geográficas, mapas y vectores, regulación vial y tráfico.
En normas europeas como Transmodel, la planificación de viajes se utiliza específicamente para describir la planificación de una ruta para un pasajero, para evitar confusiones con el proceso completamente separado de planificación de los viajes operativos que deben realizar los vehículos de transporte público en los que se realizan dichos viajes.
Los planificadores de rutas han sido ampliamente utilizados en la industria de viajes desde la década de 1970 por los agentes de reservas. El crecimiento de Internet, la proliferación de datos geoespaciales y el desarrollo de tecnologías de la información en general ha llevado al rápido desarrollo de muchas aplicaciones de autoservicio o planificadores de viajes intermodales en línea basados en navegador como Citymapper, Door2Door, FromAtoB.com, Google Maps, Omio y Rome2rio.

## Software comercial
Hay programas de ordenador diseñado para planificar una ruta (óptima) entre dos ubicaciones geográficas que utiliza un software especializado para redes de carretera con el propósito de proporcionar navegación para automóviles. Típicamente suele proporcionar una lista de sitios por donde pasar, con los cruces y direcciones que hay que seguir, números de carretera, distancias, etc. Normalmente también proporciona un mapa interactivo con una ruta sugerida marcada. Muchos sitios web de mapeo en línea ofrecen planificación de ruta por carretera como una característica adicional de sus mapas. Las aplicaciones pueden a veces también calcular el tiempo de viaje y el coste, algunas también indican los puntos de interés a lo largo de la ruta. Algunos sitios web también proporcionan información sobre rutas aptas para diferentes tipos de vehículos así como para ciclismo o senderismo. Algunas compañías de distribución pueden incorporar software de planificación de recorrido en sus sistemas de administración de flota para optimizar el recorrido y planear las rutas más eficaces.